# Koibal

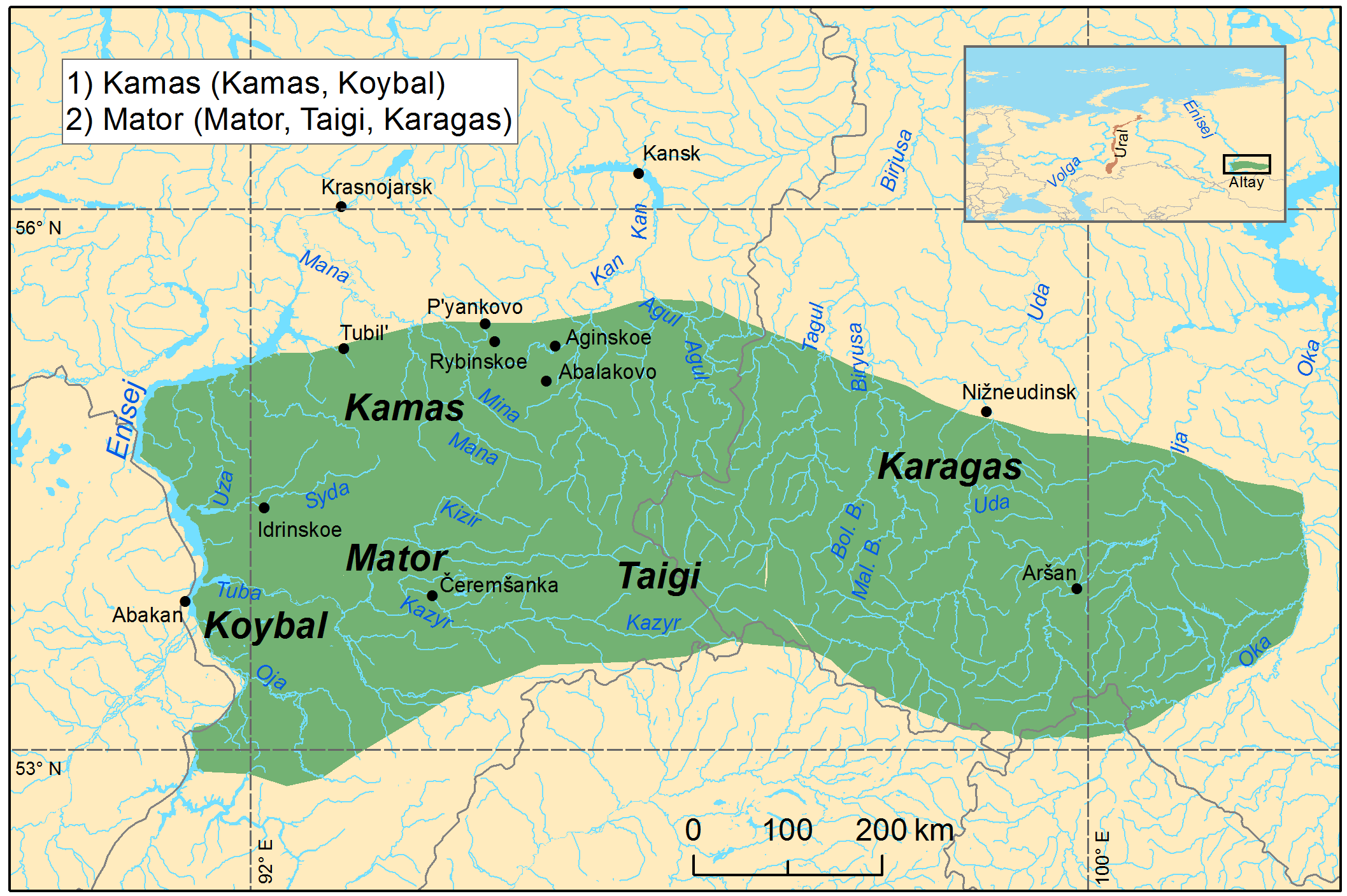
Distribución tradicional de las extintas lenguas samoyedas.

El idioma koibal (ISO 639-3: zkb) fue una lengua samoyeda hablado por los koibal en tiempos pasados en el sur de Siberia. El idioma fue remplazado por el dialecto túrquico koibal de jacas. Los modernos koibal incorporaron personas que hablan lenguas yeniseianas